# Salonic
Salonic (în greacă modernă Θεσσαλονίκη, transliterat: Thessaloniki; în bulgară și macedoneană Солун, Solun; în aromână, Sãrunã, iar în meglenoromână, Săruna), denumit și Selânik, Salonika sau Salonica, este al doilea oraș ca mărime din Grecia și principalul oraș din regiunea greacă Macedonia.
Salonic are o populație de aproximativ 800.764 locuitori incluzând suburbiile, fiind, astfel, cel mai mare din nordul țării. Este un oraș universitar.

## Istoria
A fost capitala unuia dintre cele patru districte romane ale Macedoniei și era condus de un praetor. Legenda modernă spune că a fost numit după Thessalonica, soția lui Cassandru și sora lui Alexandru cel Mare, care a fondat orașul. Ea a fost numită astfel de tatăl ei, Filip, pentru că a auzit pentru prima dată de nașterea ei după ce a înfrânt (nike) Tesalia.
In realitate împăratul Galeriu, succesorul împăratului Dioclețian, a stabilit capitala Imperiului Roman de Răsărit aici, dându-i numele de Salona în cinstea lui Dioclețian, care era născut în capitala regiunii romane Dalmația, Salona (azi Solin).
În cea de-a doua călătorie misionară, Pavel a predicat în principala sinagogă a evreilor din acea parte a Macedoniei și a pus bazele unei biserici. Opoziția evreilor l-a făcut să plece din oraș spre Veria ( Berroia ).
Ca parte a Macedoniei, Salonic a făcut parte din Imperiul Roman, iar mai târziu din Bizantin - până ce Constantinopolul a fost capturat în Cruciada a patra (1204). Orașul a devenit capitală a Regatului Cruciat al Salonicului, până ce a fost cucerit de despotatul bizantin al Epirusului în 1224. A fost recuperat de Imperiul Bizantin în 1264, dar, neputând să-l susțină împotriva Imperiului Otoman, despotul bizantin Andronikos Palaeologus a fost forțat să-l vândă Veneției, care l-a păstrat sub autoritatea sa până în 1430.
Monumentele paleocreștine și bizantine din Salonic au fost înscrise, în anul 1988, pe lista patrimoniului cultural mondial UNESCO.
În localitățile din împrejurimile Salonicului locuiește o importantă comunitate de meglenoromâni. Aceștia numesc portul Săruna, nume moștenit direct din latinescul Salona. De la ei, și nu de la greci, au preluat denumirea bulgarii și macedonenii, care astăzi îi zic Solun.

### Grecia antică

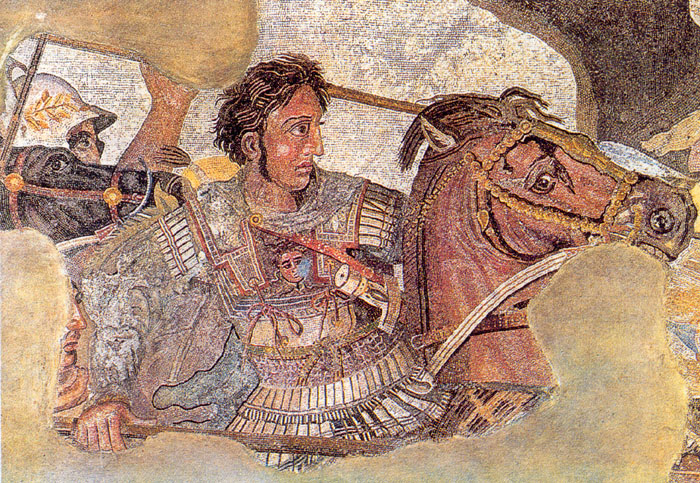
Alexandru cel Mare călare pe Ducipal (mozaic din Pompeii, cca 100 î.Hr., acum la Muzeul Național Arheologic din Napoli).

Salonicul a fost fondat de Cassandru al Macedoniei, în 315 î.Hr., și denumită astfel în onoarea soției sale, fiică a lui Filip al II-lea, Thessalonica, soră vitregă a lui Alexandru cel Mare. Denumirea Tessalonica provine de la contragerea cuvintelor grecești Θεσσαλών (transliterat: Thessalón, în română: „thessali”) și νίκη (transliterat: níke, în română: „victorie”), comemorând victoria macedonenilor asupra locuitorilor din Focida, cu ajutorul thessalilor.

### Roma antică

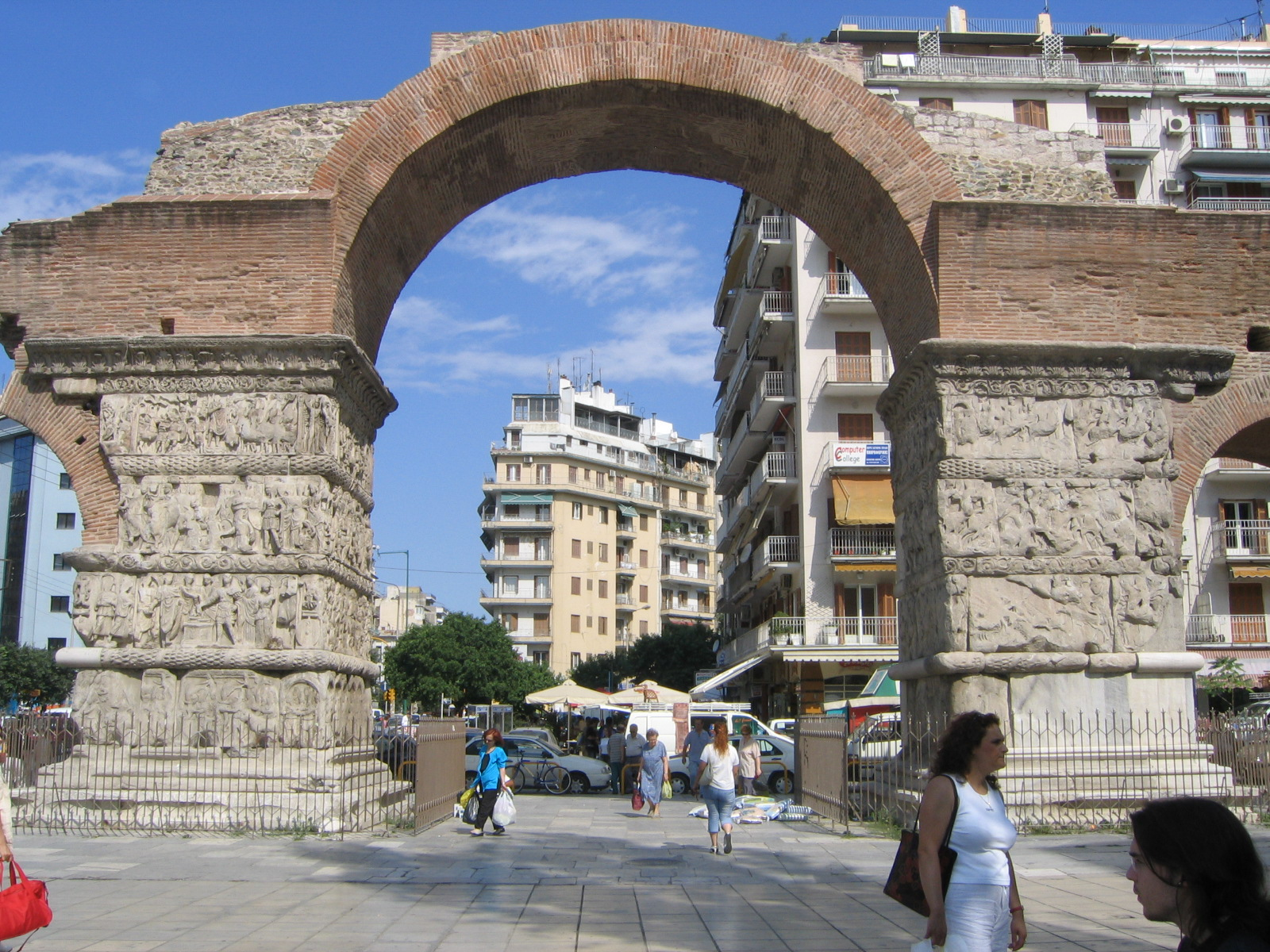
Arcul lui Galeriu

După cucerirea romană, în 146 î.Hr., orașul a devenit capitala provinciei Macedonia. Via Egnatia, drum creat de romani, care lega Dyrrachium (azi Dürres) de Bizanț, a făcut să prospere orașul, făcând din Tessalonica un oraș de neocolit.
În 42 î.Hr., pentru că s-a alăturat lui Octavianus și lui Antonius contra lui Cassius și lui Brutus, învingătorii l-au declarat oraș liber. Un asemenea privilegiu impunea obligația morală de lealitate înafara oricărei suspiciuni.
În 50, Sfântul Pavel a predicat aici creștinismul, un număr de salonicieni convertindu-se la creștinism.
Mai târziu, împăratul Galeriu și-a ales aici domiciliul și a început să-și construiască palatul și numeroase alte edificii publice. În lupta contra creștinilor, l-a martirizat pe Sfântul Dumitru, care a devenit sfântul patron și ocrotitor al orașului.
Constantin cel Mare pornește construcția fortificațiilor și a portului artificial care continuă dezvoltarea economică a orașului. Totuși, fondarea Constantinopolului și concentrarea puterii politice (și religioase, ulterior) în acest nou oraș, care decurge de aici, îndepărtează Tessalonica de rolul central pe care putea să-l spere prin poziția sa geografică.
În 390, Theodosiu I a dispus masacrarea populației care se revoltase, făcând între șapte și zece mii de victime.
Începând din secolul următor, Thessalonica a devenit capitala prefecturii Illyricum, vastă circumscripție a imperiului, care îngloba cvasitotalitatea Peninsulei Balcanice.

### Imperiul Bizantin
În primele secole ale Imperiului Bizantin, orașul a cunoscut o dezvoltare economică constantă. Poziția sa strategică în Peninsula Balcanică și pe Via Egnatia a favorizat comerțul și, printr-o activitate portuară intensă, orașul era în relație directă cu Pireul, Genova și Constantinopol. În această perioadă au fost construite numeroase mănăstiri și biserici precum Biserica Sfânta Sofia din Salonic, Mănăstirea Vlatades, Biserica Acheiropoiètos și Bazilica Sfântului Dumitru, patronul și ocrotitorul orașului.

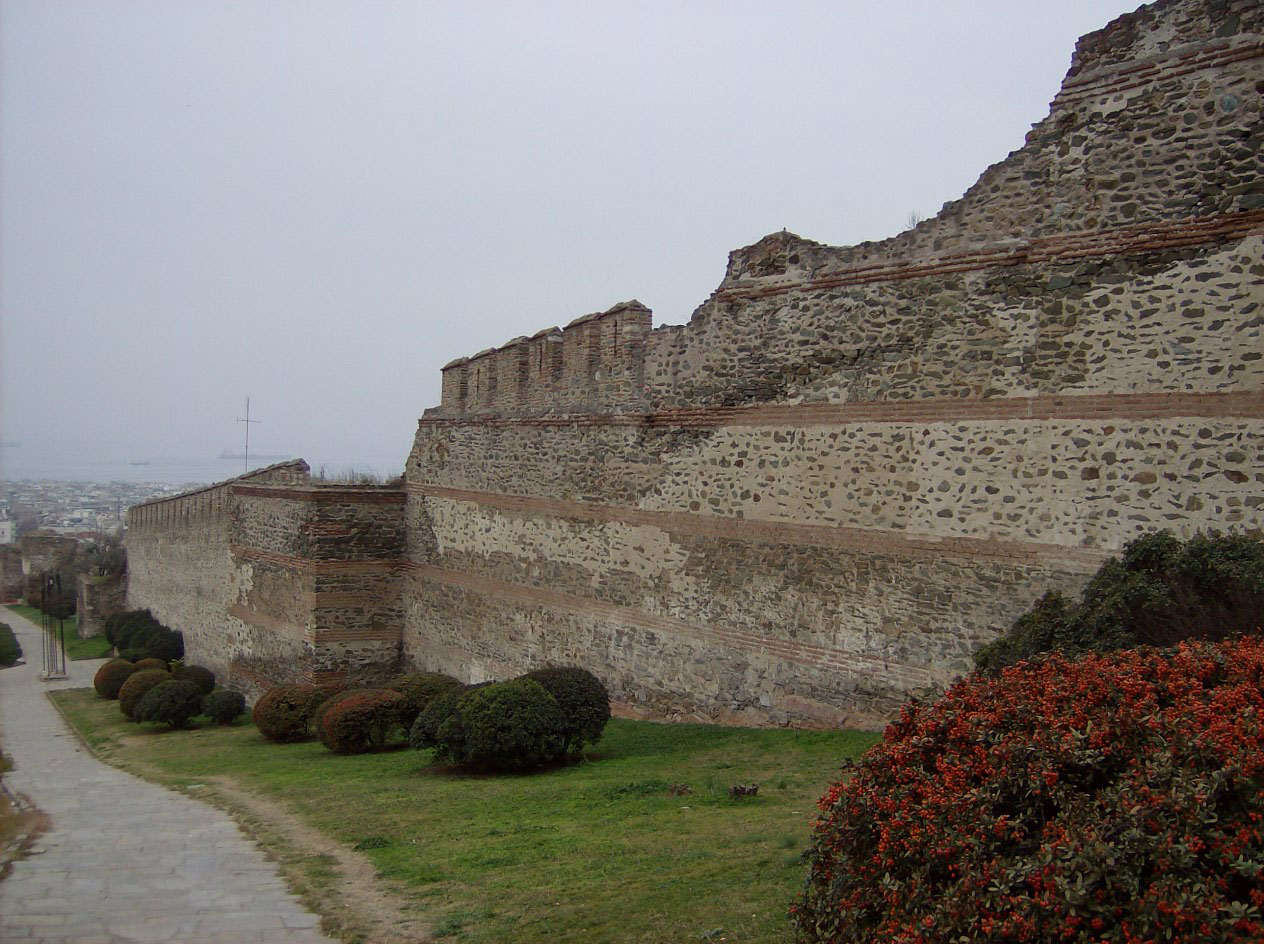
Zidul orașului bizantin Thessalonica

Începând din secolul al VI-lea, numeroase triburi slave s-au instalat în regiunea Salonic. Mai multe atacuri au avut loc contra orașului de-a lungul întregului secol al VII-lea, iar imperiul, foarte angajat pe frontul oriental, intervine cu slăbiciune.

### Imperiul Otoman

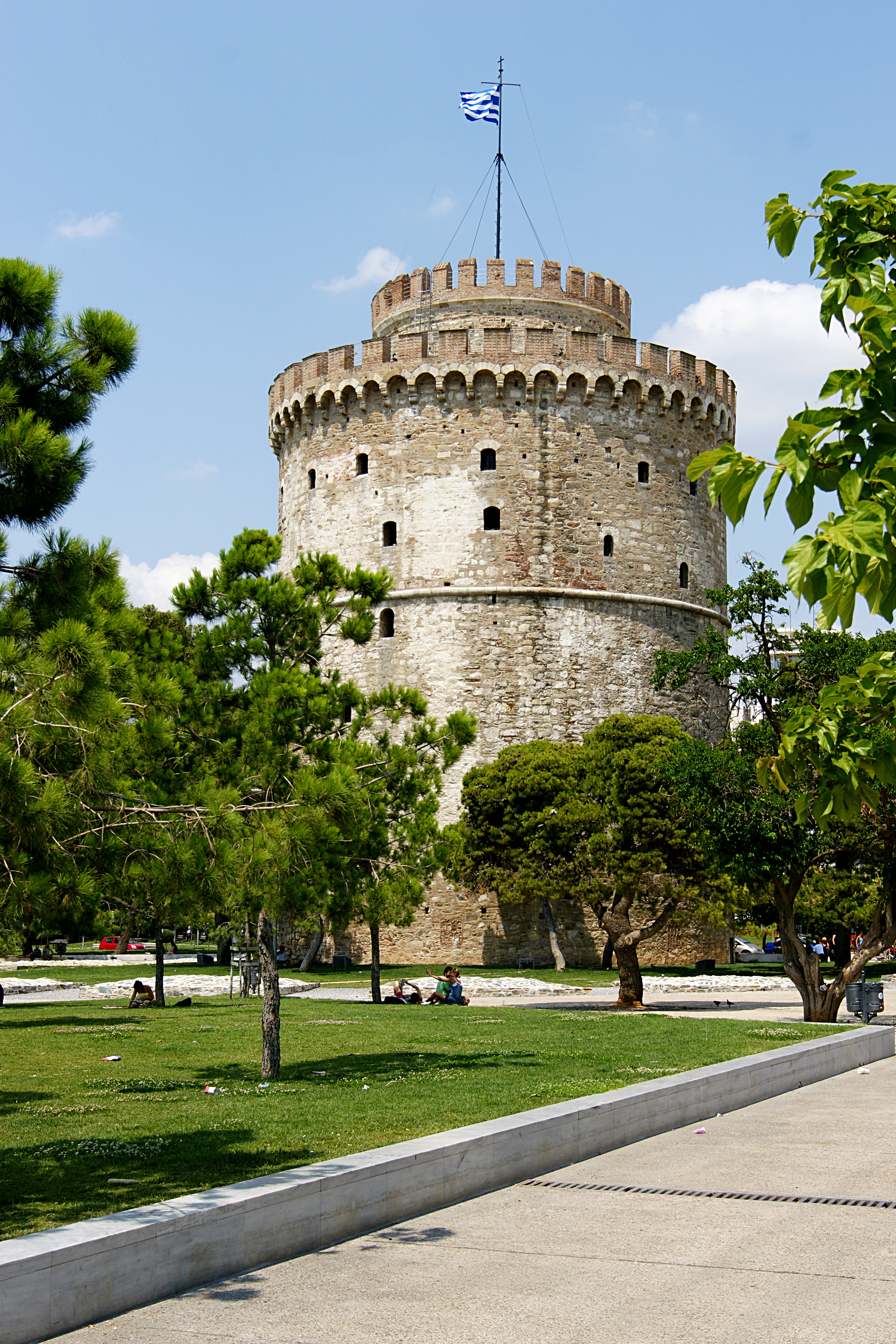
Turnul alb din Salonic

Ca urmare a expulzării evreilor din Spania, numeroși evrei sefarzi s-au instalat la Salonic formând una dintre cele mai importante comunități evreiești din Orient și constituind, timp de mai multe secole, majoritatea locuitorilor din acest oraș. Începând din secolul al XVII-lea și până la integrarea în Grecia, în 1912, orașul a fost centrul mișcării mesianice evreiești, declanșat de Sabbatai Tsevi. Sabbateenii erau grupați aici până la schimburile de populații care i-au condus în Turcia, în anii 1920. În 1909, Federația Socialistă Muncitorească din Salonic, vizând reunirea muncitorilor de toate originile, dar majoritar evreiască, a fost fondată de Abraham Benaroya.
În secolul al XIX-lea, Salonicul era al treilea oraș din Turcia, ca mărime, și un important centru politic. Partidul Unire și Progres a văzut lumina zilei la Salonic, ca și primele loje masonice turcești. Revoluția constituțională din 1908 a debutat aici, ceea ce i-a conferit orașului supranumele de Kaaba Libertății. După ce a fost detronat, la 27 aprilie 1909, sultanul otoman Abdul-Hamid al II-lea a avut domiciliul obligatoriu în acest oraș, în locuința Allatinilor.
Salonic este locul nașterii lui Mustafa Kemal Atatürk (1881), fondatorul Turciei moderne. Casa sa natală a fost transformată în muzeu, fiind și sediul consulatului Turciei la Salonic.

### Grecia modernă
Salonicul, la începutul secolului al XX-lea, era un oraș multietnic: număra circa 120.000 de locuitori, dintre care 80.000 de evrei, 15.000 de turci și 15.000 de greci, 5.000 de bulgari și 5.000 de occidentali · . Era unul dintre cele patru mari orașe ale Imperiului Otoman, unul dintre orașele cele mai moderne și unul dintre cele mai mari porturi. Salonicul a devenit un important centru al frământărilor politice. Astfel, Comitetul Otoman al Libertății, care juca un rol important în direcția mișcării Junilor Turci, își face apariția la Thessalonica, în august 1906.
În timpul Primului Război Balcanic, unul dintre obiectivele Greciei, în cadrul Marii Idei, este cucerirea Thessalonicăi. Orașul a fost cucerit în noiembrie 1912. Din prima zi a noii ocupații grecești, nemusulmanii au abandonat portul fesului, până atunci obligatoriu, iar numeroși turci au părăsit orașul. Limba greacă era pe folosită, în timp ce turca era în mod considerabil părăsită, în viața de zi cu zi. De asemenea, bisericile bizantine, care la cucerirea otomană fuseseră transformate în moschei, redevin lăcașe de cult creștine.
Primul Război Mondial începe în momentul în care Salonicul începe să se integreze în statul grec. La începutul conflictului, Grecia păstrează neutralitatea, dar traversează o gravă criză politică între partizanii Antantei și partizanii Triplei Înțelegeri. O parte din trupele evacuate din Dardanele în toamna lui 1915, a format Armata franceză din Orient și este trimisă în ajutorul Serbiei, instalându-se la Salonic, care a constituit o bază logistică pentru realizarea acestui obiectiv. Operațiunea se numea „Expediția din Salonic” înainte de a deveni frontul din Orient. Venizélos, prim-ministrul Greciei, favorabil Antantei, i-a autorizat. În 1916, un total de 400.000 de soldați francezi, britanici și sârbi erau prezenți în oraș.
Prezența aliaților în oraș joacă un rol politic decisiv: alungat din postul de Prim-ministru, Venizélos a părăsit Atena și sosește la Thessalonica la 26 septembrie 1916. Un „Guvern al Apărării Naționale” a fost organizat. Thessalonica a devenit capitala unei regiuni revoltate, dar și cartierul general al Aliaților care susțineau această mișcare. După abdicarea regelui, în iunie 1918, Venizélos a revenit la Atena, iar Thessalonica a pierdut statutul de capitală a Greciei.

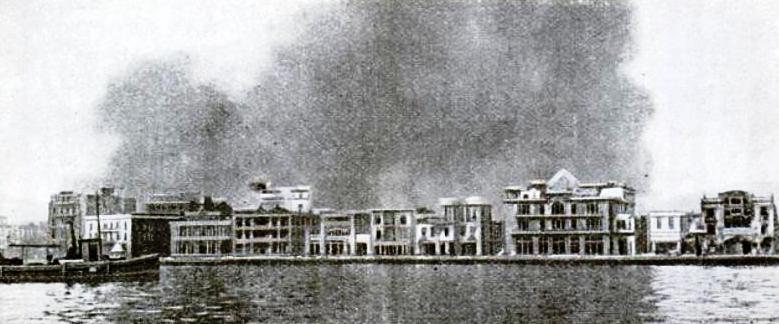
Incendiul din Thessalonica (1917).

În august 1917, întregul centru al orașului a suferit ravagiile unui incendiu catastrofal. 9.500 de clădiri au fost distruse, lăsând 70.000 de persoane fără adăpost. Reconstrucția orașului a fost făcută de un comitet de arhitecți în fruntea căruia se afla urbanistul Ernest Hébrard. S-a realizat o completă restructurare a planului și organizării spațiale a orașului.
Salonicul a căzut în fața forțelor Germaniei Naziste în 1941 și a rămas sub ocupație germană până în 1944.

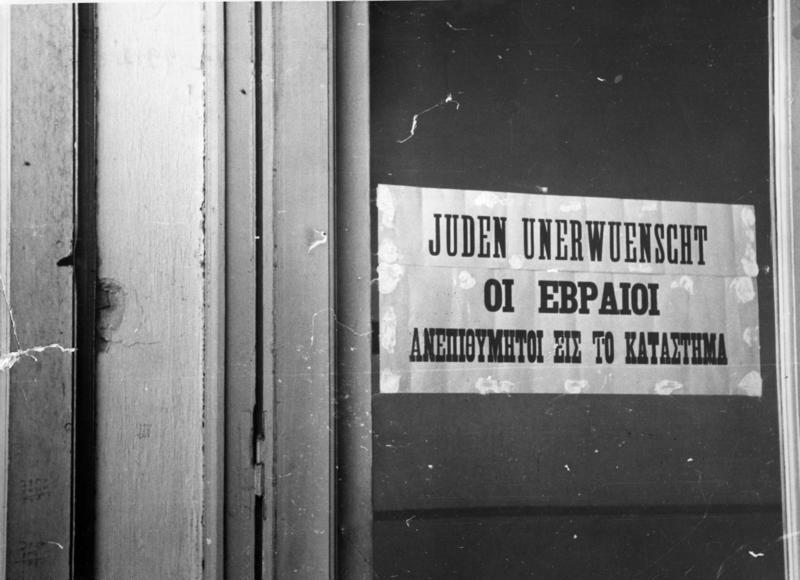
Afiș „Evreii nedoriți (în magazin)” în germană și în greacă, Salonic, mai 1941.

În timpul celui de-Al Doilea Război Mondial, germanii și-au instalat Cartierul General al armatei de ocupație la Salonic. Germanii au deportat masiv evreii, din comunitatea sefardă, din oraș, instalați aici din secolul al XVI-lea. Se estimează că 98% din această comunitate a fost exterminată în timpul shoah.
După Al Doilea Război Mondial și începutul Războiului Rece, orașul cunoaște dificultăți. Cortina de Fier a întrerupt toate căile comerciale care îmbogățiseră orașul.
În anii 1950, Salonicul a cunoscut o nouă și rapidă transformare urbanistică, îndeosebi în orașul de jos, însă în 1978, a fost grav avariat de un cutremur de pământ.
Târgul Internațional de la Salonic, urmaș al târgurilor de Sf. Dumitru, din Evul Mediu, recreat în 1926, este cel mai mare centru de expoziții al țării, făcând din Salonic, înainte de toate, un mare centru de afaceri și un mare târg internațional, mai degrabă decât o destinație turistică.
În 1997, Salonicul a fost Capitală Europeană a Culturii.

#### Universități
Orașul are două universități: Universitatea „Aristotel” din Salonic, cea mai mare din Grecia, fondată în 1926, și Universitatea Macedoniei.

#### Târguri și festivaluri
În fiecare an, din 1926, Salonicul este sediul Târgului Internațional de la Salonic, în greacă Διεθνής Έκθεση Θεσσαλονίκης), iar din 1960, al Festivalului Internațional de Film.

#### Piste pentru bicicliști
În 2008, 12 km de piste pentru bicicliști au fost amenajate în oraș. Există proiecte de extindere a acestei rețele, dar la începutul anului 2012, nicio propunere nu era în aplicare.

## Geografia

### Clima
Clima orașului este mediteraneană. Pot exista perioade de frig intens în timpul iernii, cu vânturi din nord și din nord-est provenind din stepa rusă, când temperatura scade brusc. În unii ani, în timpul iernii, temperaturile negative rămân pe parcursul întregii zile, sub influența acestor vânturi continentale.
| Luna                       | Ian | Feb | Mar | Apr | Mai | Iun | Iul | Aug | Sep | Oct | Nov | Dec |
| -------------------------- | --- | --- | --- | --- | --- | --- | --- | --- | --- | --- | --- | --- |
| Temperatura maximă (°C)    | 10  | 10  | 13  | 18  | 23  | 28  | 31  | 30  | 26  | 21  | 14  | 10  |
| Temperatura minimă (°C)    | 3   | 4   | 5   | 7   | 12  | 16  | 19  | 18  | 15  | 11  | 6   | 2   |
| Precipitații (mm)          | 55  | 38  | 43  | 35  | 43  | 30  | 22  | 21  | 27  | 45  | 58  | 50  |
| Record de temperatură (°C) | 20  | 22  | 25  | 31  | 36  | 39  | 42  | 39  | 36  | 32  | 27  | 26  |

## Mass-media

### Ziare
- Makedonia-Thessaloniki
- Agelioforos

### Posturi de televiziune
- ERT3 – Elliniki Radiophoniki Tileorasi (ERT)
- TV Macedonia Arhivat în 27 noiembrie 2012, la Wayback Machine.
- TV100
- Apollon TV
- Best TV (helyi)
- TV Balkania
- Europe One Arhivat în 20 iunie 2021, la Wayback Machine.
- Omega TV
- Orion TV
- Panorama TV
- Gnomi TV
- TV Thessaloniki
- Vergina TV
- 4E, Crkvena TV stanica
- Nickelodeon Plus

### Posturi de radio
- Panorama FM – 98.4 FM Arhivat în 15 decembrie 2018, la Wayback Machine.
- Star FM – 97.1 FM
- Laikos FM – 87.6 FM Arhivat în 18 august 2019, la Wayback Machine.
- Mylos FM – 88.5 FM
- Thessaloniki Radio Deejay – 89.0 FM Arhivat în 7 martie 2018, la Wayback Machine.
- Zoo Radio – 90.8 FM
- Ellinikos FM – 92.8 FM Arhivat în 19 iunie 2021, la Wayback Machine.
- Heart FM – 93.1 FM Arhivat în 16 septembrie 2019, la Wayback Machine.
- Radio Thessaloniki – 94.5 FM
- Eroticos FM – 94.8 FM Arhivat în 24 februarie 2006, la Wayback Machine.
- Cosmoradio – 95.1 FM
- Athlitiko Metropolis – 95.5 FM Arhivat în 10 februarie 2014, la Wayback Machine.
- ERT 3 95.8 FM – public – 95.8 FM
- ERT 3 102 FM – public – 102.0 FM
- Extra Sport – 103.0 FM
- Banana FM – 104.0 FM Arhivat în 2 mai 2011, la Wayback Machine.
- Rock Radio 104.7 – 104.7 FM
- 1055 Rock – 105.5 FM
- City International -106.1 FM
- Safari FM – 107.1 FM
- Republic Radio – 100.3 FM

## Galerie de imagini

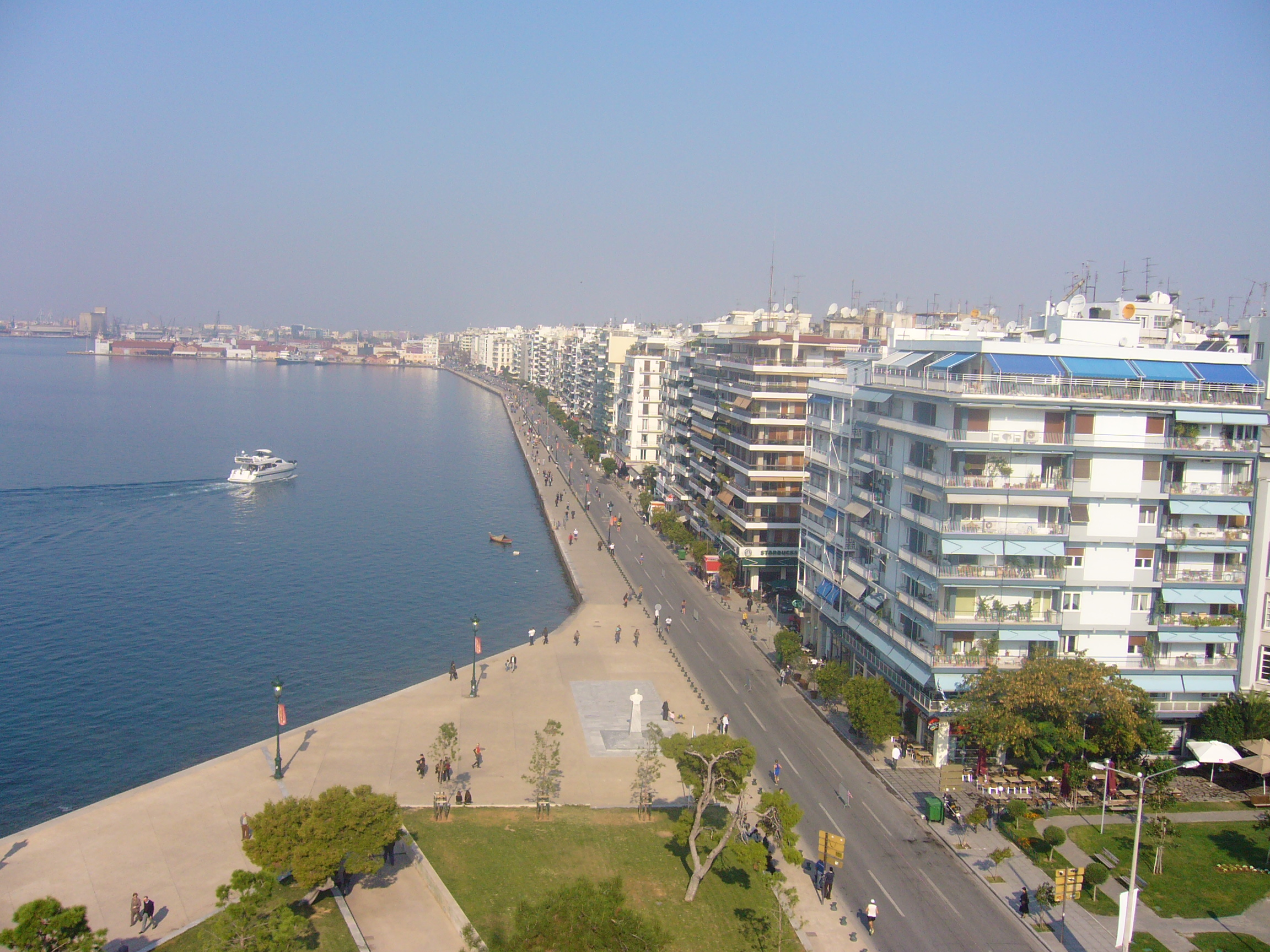
Vedere de pe Turnul alb
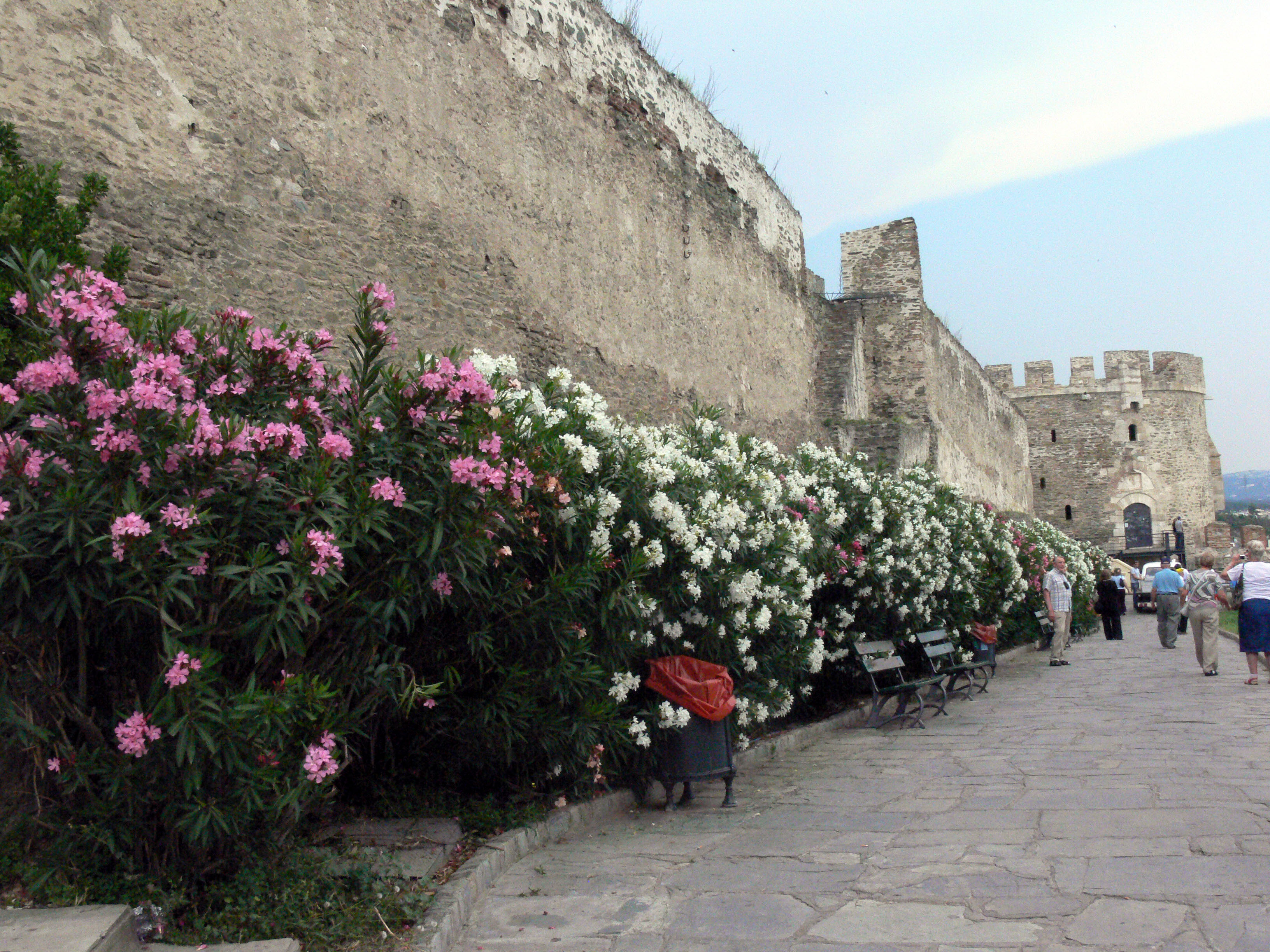
Resturi ale zidurilor de apărare ale orașului
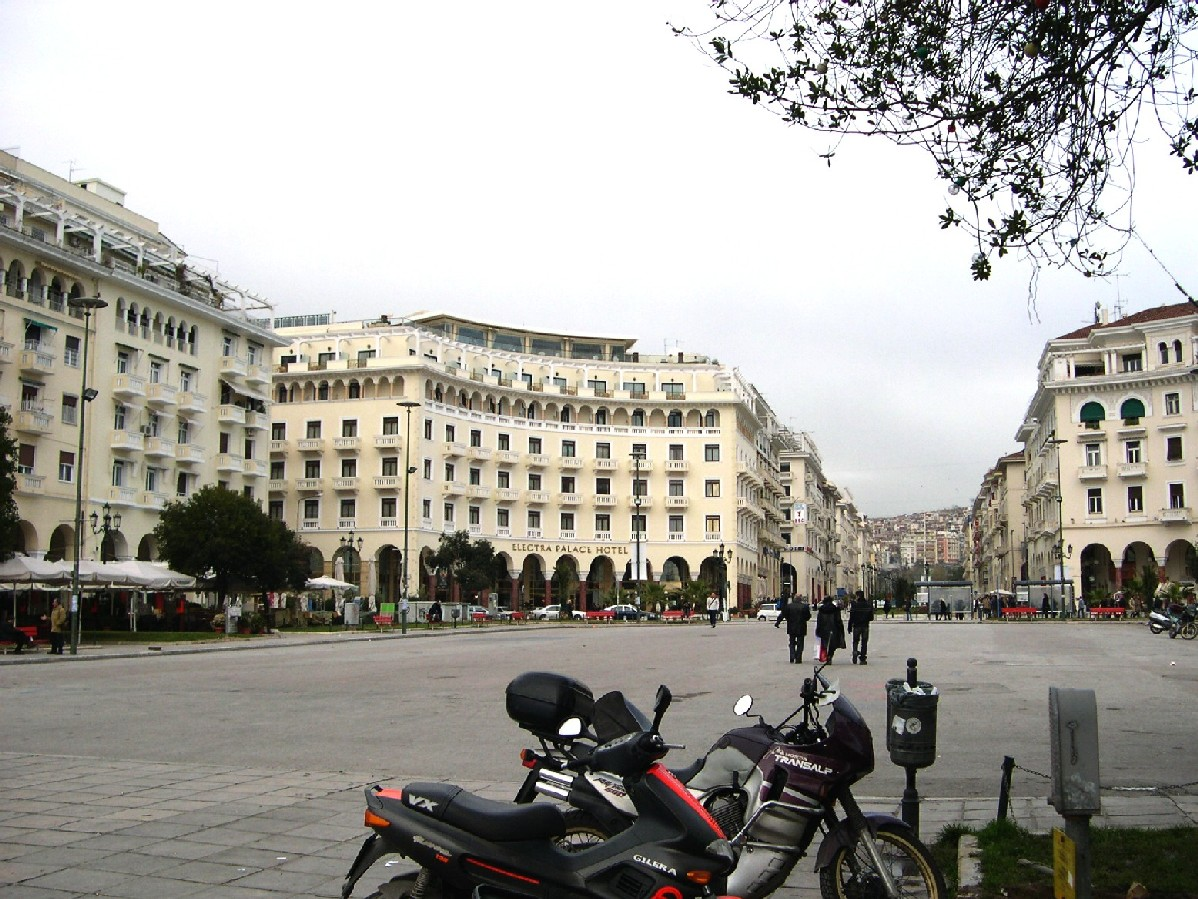
Vedere din centrul Salonicului
Parcare subterană automată, pentru automobile, în Salonic
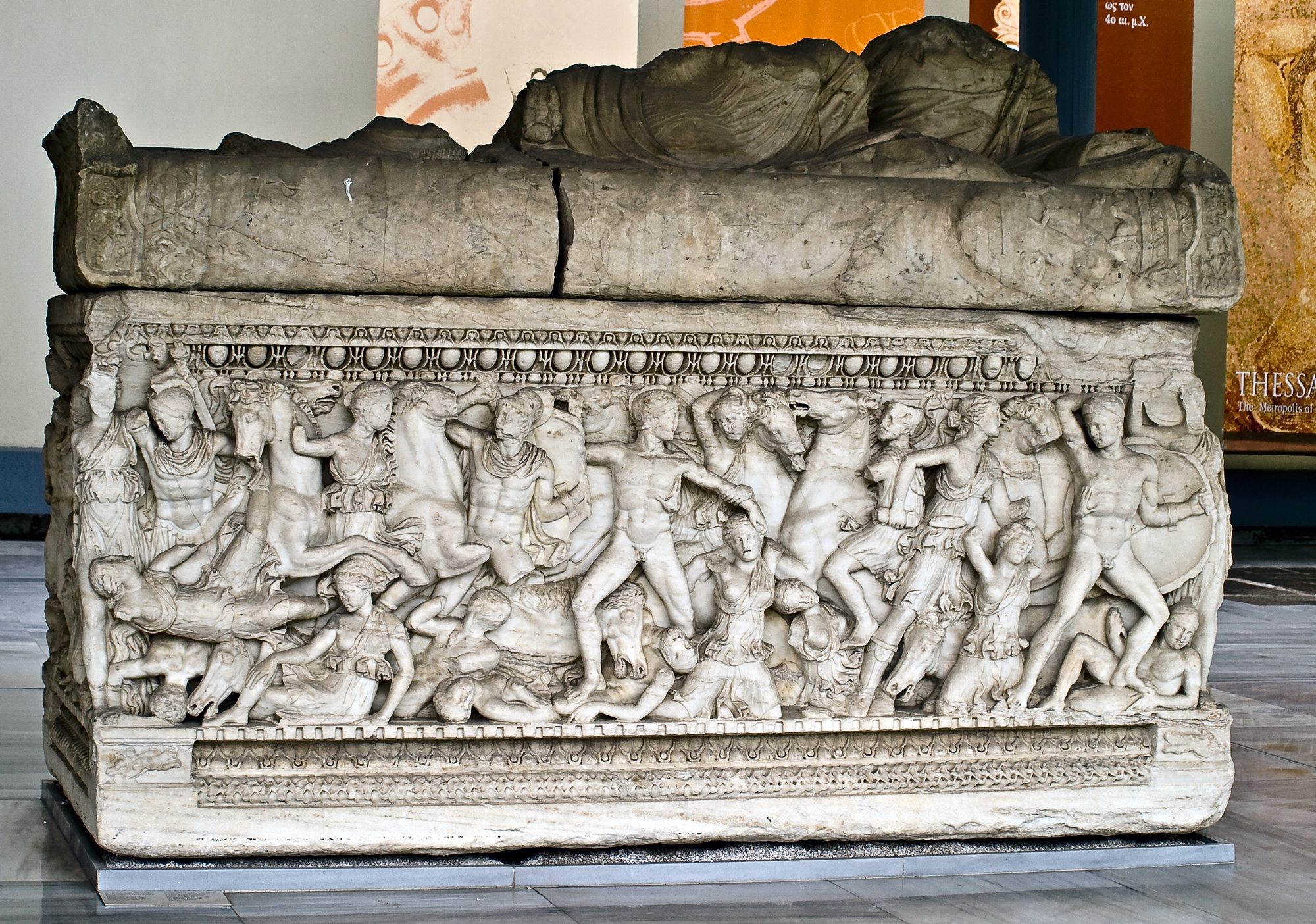
Sarcofag de marmură „Amazonomahia”, în Muzeul Arheologic din Salonic

## Personalități
Vezi și Listă de tesaloniceni
- Sfinții Chiril și Metodiu
- Theodorus Gaza
- Ioannis Papafis
- Eva Kaili (n. 19780, europarlamentar;
- Un evreu născut la Salonica este Albert Bourla⁠(en)[traduceți], medic veterinar, ajuns presedinte al Companiei Pfizer (America).[necesită citare]

## Orașe înfrățite
- Alexandria, Egipt, începând cu 12.07.1993
- Bologna, Italia, începând cu 20.10.1984
- Bratislava, Slovacia, începând cu 23.04.1986
- Köln, Germania, începând cu 03.05.1988
- Constanța, România, începând cu 05.07.1988
- Hartford, SUA începând cu 05.03.1962
- Calcuta, India începând cu 01.01.2005
- Korçë, Albania începând cu 14.10.2005
- Leipzig, Germania, începând cu 17.10.1984
- Limassol, Cipru, începând cu 30.06.1984
- Melbourne, Australia începând cu 19.03.1984
- Nisa, Franța, începând cu 20.03.1992
- Plovdiv, Bulgaria, începând cu 27.02.1984
- San Francisco, SUA începând cu 06.08.1990
- Tel Aviv, Israel, începând cu 24.11.1994